# Mały Staw Spiski
Mały Staw Spiski (słow. Malé Spišské pleso) – staw położony na wysokości 2000 m n.p.m., w Dolinie Pięciu Stawów Spiskich (górna część Doliny Małej Zimnej Wody), w słowackich Tatrach Wysokich. Pomiary pracowników TANAP-u z lat 60. XX w. wykazują, że ma on powierzchnię 0,180 ha, wymiary 54 × 54 m i głębokość ok. 3,5 m. Leży tuż obok Schroniska Téryego, nad samym progiem Doliny Pięciu Stawów Spiskich. Jest najmniejszy spośród wszystkich Pięciu Stawów Spiskich, pozostałe to: Zadni Staw Spiski, Wielki Staw Spiski, Pośredni Staw Spiski i Niżni Staw Spiski.

## Szlaki turystyczne
Czasy przejścia podane na podstawie mapy.
  – zielony szlak od Schroniska Zamkovskiego dnem Doliny Małej Zimnej Wody do Schroniska Téryego (przechodzi obok stawu tuż przy Schronisku Téryego), stąd dalej razem ze szlakiem żółtym i po jego odłączeniu na Lodową Przełęcz, skąd dalsza droga prowadzi aż do Jaworzyny Tatrzańskiej.
- Czas przejścia od Schroniska Zamkovskiego do Schroniska Téryego: 1:45, ↓ 1:20 h
- Czas przejścia od Schroniska Téryego na Lodową Przełęcz: 1:30 h, ↓ 1:20 h
- Czas przejścia z przełęczy do Jaworzyny: 4 h, ↑ 5 h